# Vy-lès-Filain
Vy-lès-Filain è un comune francese di 74 abitanti situato nel dipartimento dell'Alta Saona nella regione della Borgogna-Franca Contea.

## Società

### Evoluzione demografica
Abitanti censiti